# (24113) 1999 VQ23
A (24113) 1999 VQ23 a Naprendszer kisbolygóövében található aszteroida. Charles W. Juels fedezte fel 1999. november 14-én.